# Pultenaea procumbens
Pultenaea procumbens är en ärtväxtart som beskrevs av Allan Cunningham. Pultenaea procumbens ingår i släktet Pultenaea och familjen ärtväxter. IUCN kategoriserar arten globalt som livskraftig. Inga underarter finns listade i Catalogue of Life.